# Даніел Самек
Даніел Самек (чеськ. Daniel Samek, нар. 19 лютого 2004, Градец Кралове, Чехія) — чеський футболіст, опорний півзахисник італійського «Лечче» та юнацьких збірних Чехії.

## Клубна кар'єра
Уродженець міста Градец Кралове Даніел Самек починав займатися футболом у рідному місті. У 2019 році він приєднався до футбольної академії столичної «Славії». 3 березня 2021 року він дебютував в основі, коли вийшов на заміну у матчі на Кубок Чехії. А у травні того року Самек зіграв свій перший матч у чемпіонаті країни.
30 липня 2022 року уклав п'ятирічний контракт з італійським «Лечче», що саме повернувся до елітного італійського дивізіону і сплатив за трансфер перспективного чеха 2 мільйони євро.

## Збірна
З 2019 року Даніел Самек виступає за юнацькі збірні Чехії різних вікових категорій.